# Donatien-Marie-Joseph de Rochambeau

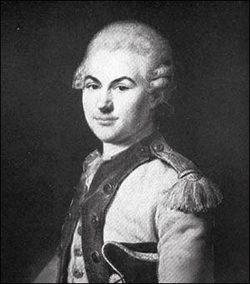
Donatien-Marie-Joseph de Rochambeau.

Donatien-Marie-Joseph de Vimeur de Rochambeau, född den 7 april 1755 på slottet Rochambeau nära Vendôme, död den 18 oktober 1813 i slaget vid Leipzig, var en fransk vicomte och militär, son till Jean-Baptiste Donatien de Vimeur de Rochambeau.
de Rochambeau ingick som ung i armén och blev 1779 överste för regementet Auvergne. Med generallöjtnants rang fick han 1792 befälet på de franska Antillerna, kuvade de svartas uppror på San Domingo och tillbakaslog engelsmännens anfall på Martinique 1793. 
Då dessa följande år återkom med överlägsna stridskrafter, tvingades de Rochambeau att efter ett hjältemodigt 49 dagars försvar kapitulera i Saint Pierre. År 1796 blev han generalguvernör över San Domingo, men avsattes, då han vägrade att följa civilkommissariernas planer, och fördes som fånge till slottet Ham i Frankrike. 
Åren 1800-01 deltog han i det italienska fälttåget som divisionsgeneral. År 1802 åtföljde han general Leclerc till Saint-Domingue och fick efter hans död överkommandot på Antillerna, där han med kraft och stränghet undertryckte de svartas uppror. 
I november 1803 måste han dock ge sig åt engelsmännen, vilka mot tro och loven förde honom som fånge till England, varifrån han först 1811 utväxlades. Han kämpade sedan under Lauriston som divisionsgeneral i slaget vid Leipzig och stupade där.